# Zinder (regio)

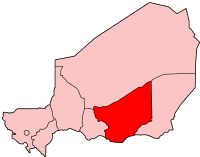
Ligging van Zinder in Niger

Zinder is een van de zeven regio's van Niger. Het heeft en oppervlakte van 145.430 km² en heeft 2.224.880 inwoners (2004). De hoofdstad is de gelijknamige stad Zinder.